# 鐵路建設和協助公司

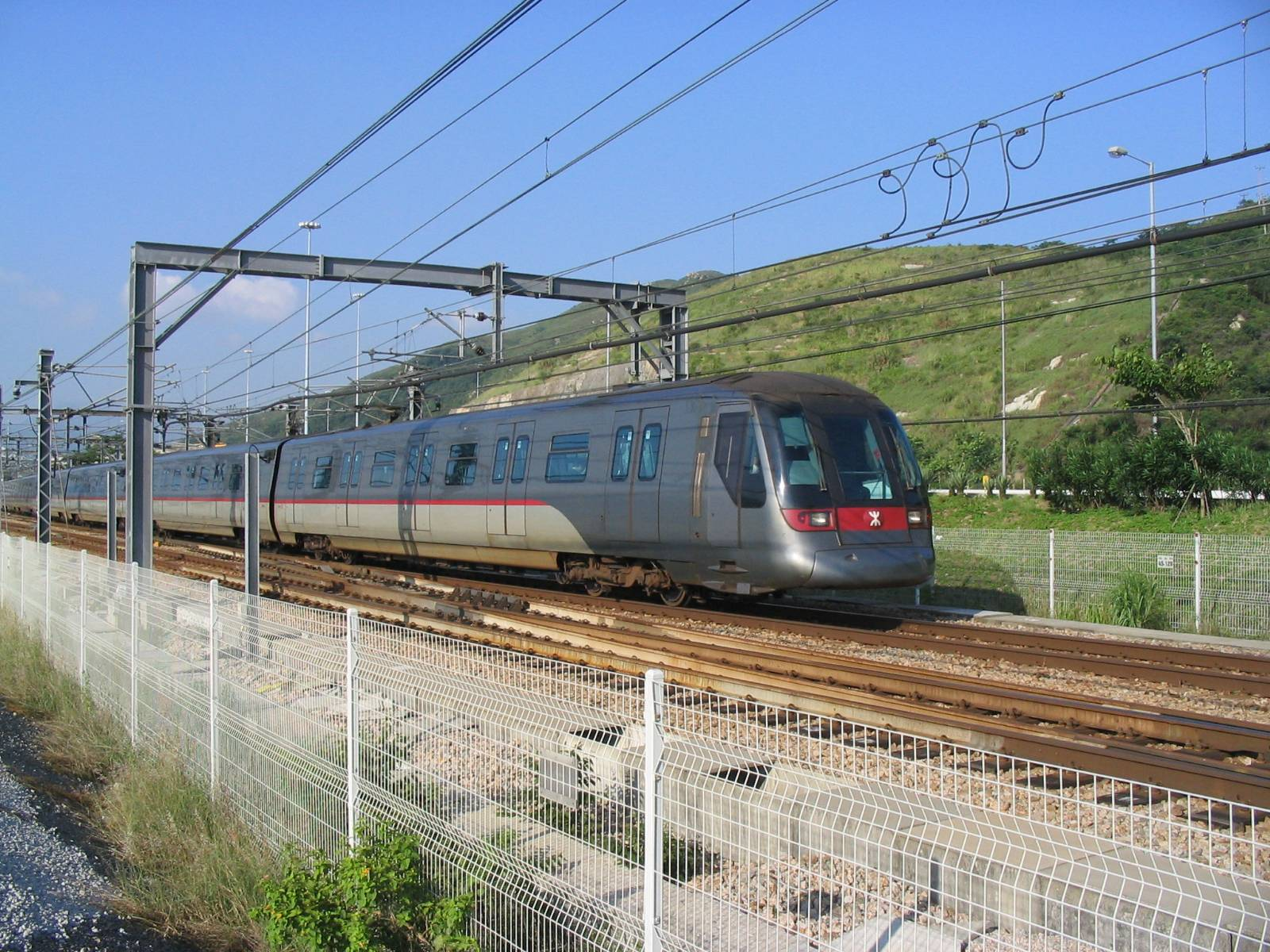
由Adtranz與CAF合作製造的港鐵Adtranz-CAF電動列車

鐵路建設和協助公司（西班牙語：Construcciones y Auxiliar de Ferrocarriles, S.A.，简称）是西班牙一家鐵路設備製造商，也是世界第五大铁路车辆制造商，总部位于西班牙巴斯克自治區的貝亞賽恩，产品涵盖城市轨道交通车辆、一般铁路车辆、高速动车组，以及铁路系统的设计、建设和维护。
至今CAF的产品已经扩展到全世界，遍布美国、英国、香港、阿根廷、印度、巴西、墨西哥、芬兰、意大利、土耳其、臺灣、緬甸等地。